# Ernst von Lerchenfeld
Ernst Christian Freiherr von Lerchenfeld (* 15. Juni 1816 in Würzburg; † 28. August 1873 in Bayreuth) war ein königlich bayerischer Regierungspräsident von Schwaben-Neuburg und Oberfranken.

## Leben
Lerchenfeld war der Sohn des bayerischen Finanzministers Maximilian Freiherr von Lerchenfeld (1778–1843) und der Louise von Hailbruner (1787–1834). Bis 1838 studierte er Rechtswissenschaften an der Ruprecht-Karls-Universität Heidelberg und der Julius-Maximilians-Universität Würzburg. 1834 wurde er Mitglied des Corps Hanseatia Heidelberg.
Er begann seine Laufbahn als Jurist 1839 am Landgericht Würzburg. 1840 wurde er als Assessor bei der Regierung von Oberfranken als königlicher Kammerjunker aufgenommen, später wurde er Kammerherr. 1841 wechselte er als Sekretär zur Regierung von Unterfranken. Von 1849 bis 1851 war Lerchenfeld als Nachfolger von Philipp Freiherr von Zu Rhein Landrichter in Bad Kissingen und Badkommissar des dortigen Staatsbades.
Nachdem er 1851 in Bad Kissingen durch Philipp Heim abgelöst worden war, führte ihn sein weiterer Berufsweg als Regierungsrat an die Regierung von Mittelfranken in Ansbach. 1852 wurde er Mitglied im Historischen Verein in Mittelfranken.
Im Jahr 1854 wechselte er als Ministerialrat ins bayerische Kultusministerium, wo er in der Münchner Altstadt im Haus Wurzerstraße 13 wohnte. Von 1858 bis 1868 war er Regierungspräsident von Schwaben-Neuburg mit Sitz in Augsburg. Nach der politischen Liberalisierung Augsburgs wurde der als konservativ geltende Lerchenfeld 1868 versetzt und tauschte mit Theodor von Zwehl das Amt. Bis zu seinem Tod im Jahr 1873 war Lerchenfeld Regierungspräsident von Oberfranken mit Amtssitz in Bayreuth, wo er auch mit dem Komponisten Richard Wagner engen Kontakt hatte. 1872 setzte sich Lerchenfeld anlässlich einer Visite in Bad Steben für die Vergrößerung des Kurgartens durch Ankauf östlich gelegener Wiesenflächen ein. Sein Amtsnachfolger in Bayreuth wurde 1873 Hugo Freiherr von Herman.
Seit dem 28. Dezember 1841 war Lerchenfeld mit Barbara (Babette) Augusta Bronzetti (1812–1899) verheiratet, der Tochter des Carlo Giuseppe Bronzetti (1788–1854) und der Maria Helena Ott (1790–1855). Das Ehepaar hatte sechs Töchter, Helene, Augusta, Maria, Amalie, Louise und Franziska sowie drei Söhne, Max, Gustav und Karl. Max und Gustav starben als Kleinkinder.
Ihre Tochter Helene (* 24. September 1842 in Ansbach; † 5. Januar 1920, München) heiratete den Freiherrn Maximilian von Castell, Ministerialrat (* 22. April 1830 in Bedernau; † 22. April 1877 in München). Einer ihrer Urenkel, Franz von Castell (* 26. Mai 1953, Sonthofen), war bis 2016 Familienrichter in Memmingen. Dessen Bruder, Ernst von Castell (* 29. Juni 1957 in Pfaffenhofen) ist Kirchenrichter in Augsburg. Die Eheleute Lerchenfeld wurden im Grab seiner Eltern in München im Alten Südlichen Friedhof begraben. Das Grab gilt als kunsthistorisch hervorragend und wurde von der Stadt München im Jahr 2015 saniert.

## Auszeichnungen
- 1847: Kaiserlich russischer Sankt-Stanislaus-Orden 2. Klasse als „Zeichen der allerhöchsten Zufriedenheit Seiner Majestät des Kaisers von Rußland mit seinen den Großfürsten Thronfolger und Höchstdessen Gemahlin kaiserlichen Hoheiten während Höchstihres Kissinger Badeaufenthaltes“.[13]
- 1859: Ritterkreuz des Verdienstordens der bayerischen Krone[14]
- vor 1862: Komtur des Verdienstordens vom Heiligen Michael[15]
- 1863: Kommandeurkreuz mit Stern des Ordens Franz I. durch den exilierten König beider Sizilien Franz II.; Genehmigung zur Annahme am 19. April 1863.[16]